# Simó Gómez Polo
Simó Gómez Polo (Barcelona, 3 de març de 1845 - 5 de febrer de 1880), fou un pintor i gravador català, un dels principals representants del realisme a Catalunya i Espanya.

## Biografia
Fill del botiguer Antonio Gómez i de la Torre natural de Catral i de Teodora Polo i Lafuente natural de Carinyena (Aragó). Es va formar en l'Escola de la Llotja de Barcelona al costat de Josep Serra i Porson i Ramon Martí Alsina, així com en el taller de litografia d'Eusebi Planas. Als disset anys va viatjar a París al costat del seu germà Enric Gómez, gravador, amb la intenció d'entrar a treballar en el taller del litògraf francès Alfred-Léon Lemercier; tanmateix, en la capital francesa decidí, finalment, dedicar-se a la pintura i matricular-se en l'École des Beaux-Arts de Paris.
Per preparar el seu examen d'accés, ingressà als tallers d'Alexandre Cabanel i de Robert Fleury. Així mateix, acudí als museus de la capital francesa per copiar els clàssics, i aviat es convertí en un destre copista. També participà amb un cert èxit als concursos de l'Acadèmia. En aquesta etapa parisenca, Gómez superà l'academicisme dels seus primers anys i s'endinsà cada vegada més en el realisme.
Fou també a París on descobrí l'obra d'Édouard Manet, que l'influí significativament, i d'Eugène Delacroix, i realitzà un retrat litogràfic d'aquest pintor per encàrrec del seu antic professor barceloní, Josep Serra.
A París, Simó Gómez es convertí en un dels millors alumnes, si no en el més destacat, dels dos tallers als quals assistí. Tant és així, que en acabar-se l'ajuda econòmica de la seva família, i aprofitant la visita que la reina Isabel II d'Espanya dugué a terme el 1865 a París, els seus mestres Cabanel i Fleury sol·licitaren a la reina una beca per al seu alumne predilecte. La reina, però, adduí que ja tenia massa pensionats sota la seva protecció i denega la petició, de manera que hagueren de tornar a Catalunya tant el pintor com el seu germà Enric.
Abans de tornar a Barcelona, no obstant això, els dos germans residiren una breu temporada a Madrid el 1869, i s'hi estigueren un any i mig. Allà, Simó Gómez freqüentà el Museu del Prado, on es dedicà a fer còpies de Velázquez, Ribera, Goya i Zurbarán. Aquests mestres, i especialment Velázquez i Ribera, influïren en gran manera en la seva obra futura. D'aquesta època és, per exemple, el seu Sant Sebastià, amb una forta empremta de Ribera. Rebé en aquests anys nombrosos encàrrecs d'obres, tant de còpies del Prado com d'originals, i li fou encarregada, a més, la decoració del palau del Marquès de Portugalete, juntament amb el pintor José Marcelo Contreras. De retorn ja a Barcelona, obrí en el popular barri del Poble Sec un taller que seria punt de referència i de reunió per a nombrosos artistes i intel·lectuals catalans, cosa que el feu esdevenir un membre actiu de la societat intel·lectual barcelonina. Va ser assidu a les xerrades a l'Ateneu Barcelonès, al cafè Suís i al Pelayo. L'any 1874 presentà el quadre Penediment de Judes per optar a la plaça de catedràtic de la Llotja, però fou Antoni Caba qui guanyà el lloc, i Gómez s'hagué de conformar amb la plaça de professor de colorit.

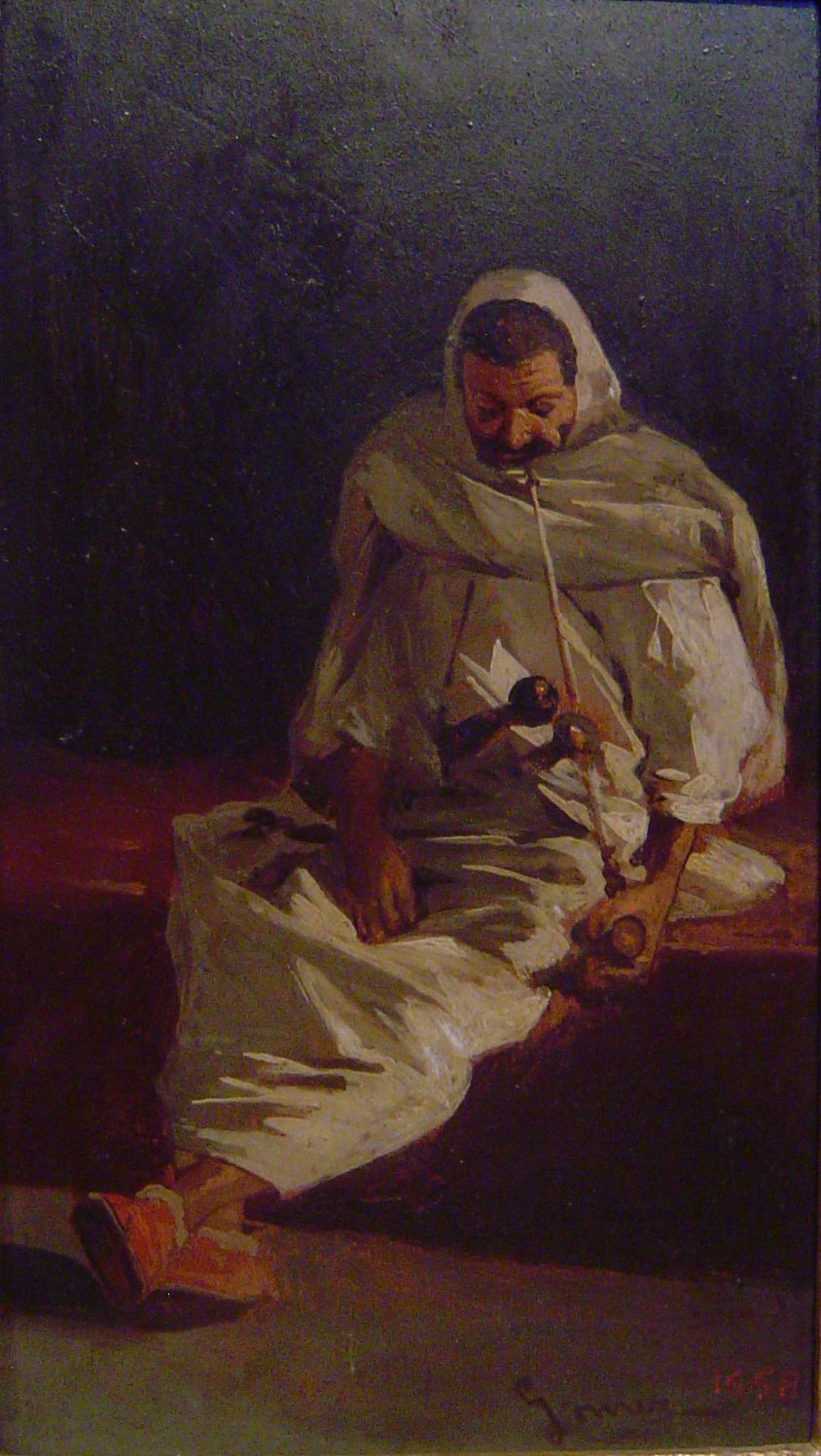
Moro, Simó Gómez, 1880. Biblioteca Museu Víctor Balaguer

Com a alumnes, formà en aquest taller artistes de la talla de Lluís Graner, Josep Cusachs, Joan Brull, Ferran Xumetra o Cristóbal Alandi, i mantingué, així mateix, una fluida relació amb la família del pintor impressionista Marià Pidelaserra.
A Barcelona, Simó Gómez es convertí en pocs anys en un artista reconegut i sol·licitat, amb un estil realista que fusionava les escoles espanyola i flamenca amb la pintura contemporània francesa propera a Courbet i Descamps.
El 1873 contragué matrimoni amb Rosa Font, que es convertiria en una model freqüent en les seves obres, i amb qui tindria un únic fill, Enric Gómez Font.
La seva prematura mort, a l'edat de 35 anys, va truncar una carrera que podia haver ofert molt més del que va deixar. La seva obra és objecte, en els últims anys, d'una important posada en valor que resol un injust oblit durant unes dècades del segle xx.

## Obra

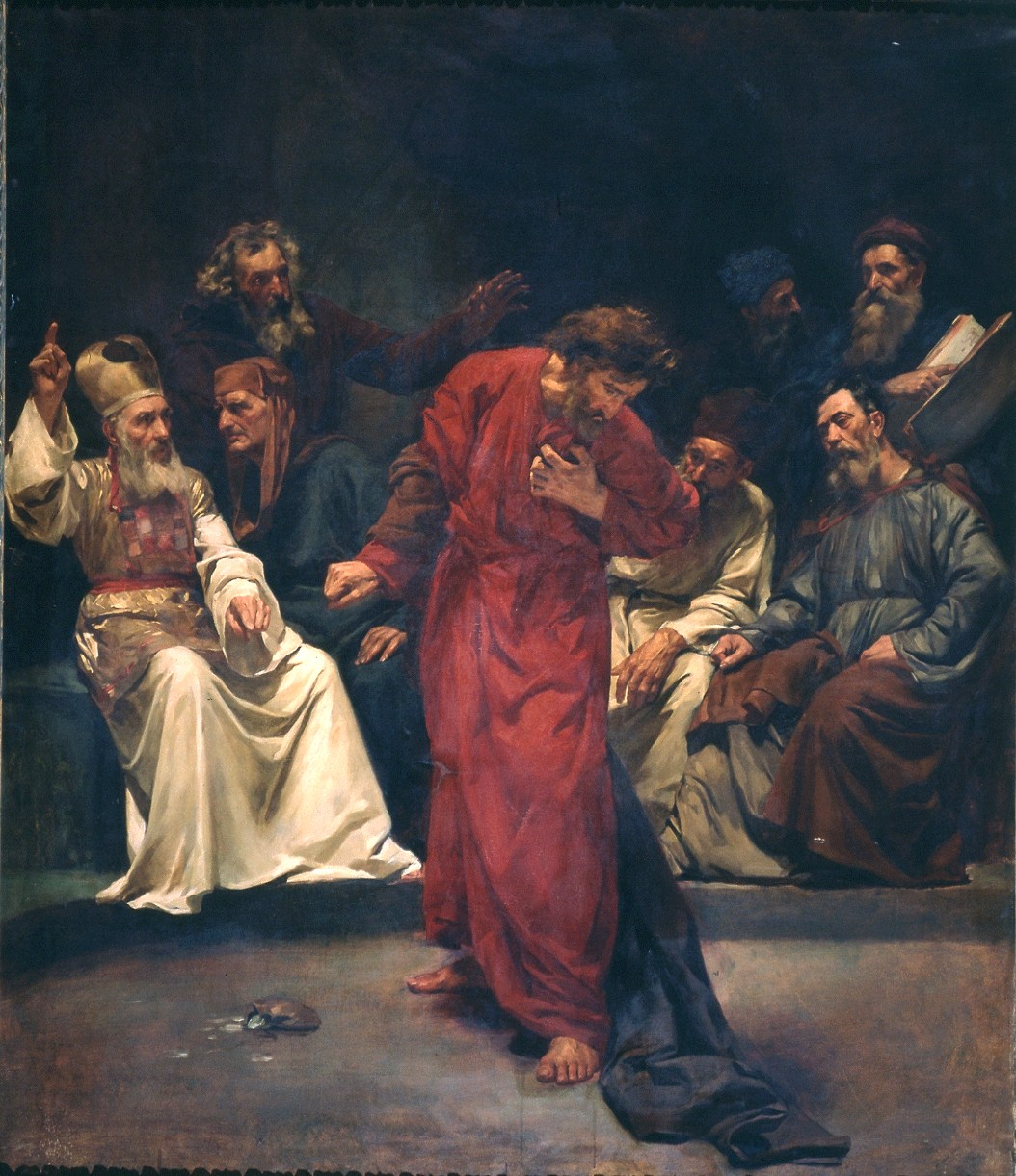
Penediment de Judes (1874), oli de Simó Gómez, Reial Acadèmia Catalana de Belles Arts de Sant Jordi (inv. 278)

La seva obra aborda temes diversos: religiosos i bíblics, com el ja citat Sant Sebastià, Els dubtes de sant Tomás (col·lecció Beauvier, Barcelona) o Penediment de Judes (Reial Acadèmia Catalana de Belles Arts de Sant Jordi), que són algunes de les seves millors pintures i en les quals pot apreciar-se clarament la influència de Velázquez; retrats de fons fosc (El guitarrista, Museu Nacional d'Art de Catalunya, Barcelona) o de talla més clara (el magnífic Retrat del moblista Francesc Vidal i Javellí, Museu Nacional d'Art de Catalunya, Barcelona); i escenes de la vida quotidiana (Les cartes, Museu Nacional d'Art de Catalunya, Barcelona) o de gènere (L'arracada, Museu de Montserrat). A diferència, no obstant això, dels seus contemporanis, no va fer ús del tableautin de petit format, sinó que utilitzà sempre teles grans. Al Museu Víctor Balaguer es conserva una obra de petit format, Moro, que podria ser un estudi per a una composició més grossa.